# Prajermenski jezik
Prajermenski jezik je jezik koji nema pisanih tragova i koji je rekonstruisan od strane lingvista. S obzirom da jermenski jezik čini zasebnu grupu indoevropskih jezika i da nema srodnike, lingvisti nisu bili u mogućnosti da koriste metod komparacije da bi rekonstruisali jezik. Umesto toga, lingvisti su kombinacijom spoljne i unutrašnje rekonstrukcije, kao i upoređivanjem sa ostalim modernim indoevropskim jezicima, uspeli da rekonstruišu ovaj jezik.

## Definicija
S obzirom da moderan jermenski jezik danas nema srodnike, prajermenski jezik nema opšte prihvaćenu definiciju. Kao rezultat toga, on je više postao prihvaćen izraz u polju izučavanja istog, pre nego strogo definisan jezik. Najstariji pisani izvor pisan na jermenskom jeziku je prevod Biblije iz petog veka koji je načinio Mesrop Maštoc. Ranija istorija jezika je nejasna i izvor je brojnih spekulacija. Jedino što je jasno jeste da je jermenski veoma star jezik koji se razvio iz protoindoevropskog. Takođe, lingvisti često ukazuju na sličnost jermenskog i indoarijskih jezika, posebno sličnost sa jezikom drevnih Mitana.